# Чорний, Артём Александрович
Артём Алекса́ндрович Чорни́й (укр. Артем Олександрович Чорній; род. 23 октября 1989, Николаев) — украинский футболист, полузащитник

## Биография
Воспитанник СДЮШОР «Николаев». Летом 2006 года перешёл в основную команду клуба «Николаев». Дебютировал 21 июля 2006 года в матче против киевской «Оболони» (1:7). Зимой 2008 года перешёл в мариупольский «Ильичёвец». В команде дебютировал 3 апреля 2008 года в матче против «Крымтеплицы» (0:1). В сезоне 2007/08 «ильичи» выиграли Первую лигу и вышли в Премьер-лигу. В Премьер-лиге дебютировал 2 мая 2009 года в матче против одесского «Черноморца» (3:2). В Мариуполе Чорний провёл 4 года. Играл в основном за дубль и молодёжную команду. В 2012 году мариупольский клуб отпустил футболиста, не сумевшего пробиться в основной состав. Чорний стал играть в чемпионате области, где его заметил Руслан Забранский и пригласил обратно в «Николаев».
В начале 2014 года перешёл в «Александрию». В команде получил 88 номер. В сезоне 2013/14 он вместе с командой стал серебряным призёром Первой лиги Украины, клуб уступил лишь донецкому «Олимпику», и вышел в Премьер-лигу. Чорний в этом сезоне принял участие в 8 играх, в которых забил 1 гол. В феврале 2018 года подписал контракт с одесским «Черноморцем».

## Достижения
- Победитель Первой лиги Украины (2): 2007/08, 2014/15
- Серебряный призёр Первой лиги Украины: 2013/14